# António da Trindade de Vasconcelos Pereira de Melo
António da Trindade de Vasconcelos Pereira de Melo (Amarante, Santa Cristina de Figueiró, 28 de agosto de 1812 — 6 de dezembro de 1895) foi um bispo católico português.

## Biografia
Filho de António de Vasconcelos Pereira de Carvalho Carneiro e Melo e de sua mulher Teresa de Jesus da Cunha Sousa e Silva, senhores da Casa de São Bento, em Santa Cristina de Figueiró, Amarante.
Ingressou a 20 de Março de 1830 na [[Congregação dos Cónegos Regrantes de Santo Agostinho do Mosteiro de Santa Cruz de Coimbra, professando no ano seguinte. Com a extinção das Ordens Religiosas (1834), voltou à casa paterna dedicando-se ao estudo, até que se matriculou em 1841 na Faculdade de Teologia da Universidade de Coimbra. Foi ordenado sacerdote em 1843 e concluída a sua formatura em 1846 regressou de nova à casa da sua família.
Em 1849 aceitou ser secretário particular do Cardeal-Patriarca D. Guilherme Henriques de Carvalho, ao mesmo tempo que ficou encarregue de reger a cadeira de teologia dogmática e teologia moral no Paço de São Vicente, em Lisboa.
Em 1854 acompanhou a Roma D. Guilherme, por ocasião da proclamação do Dogma da Imaculada Conceição, e regressando em Maio de 1855 com a dignidade de camarista secreto supra-numerário de Sua Santidade.
Terá sido apresentado em 1859 para Arcebispo de Goa Primaz, porém não foi confirmado por decreto papal.

## Bispo de Beja
A 22 de Outubro de 1860 foi transferido para a Diocese de Beja e confirmado por Bula Papal de Pio IX datada de 16 de Março de 1861. Tomou posse por procuração a 8 de Março e foi sagrado a 26 de Maio do mesmo ano. Chegou a Beja a 3 de Setembro e fez a sua entrada solene na Sé de Beja a 8 do mesmo mês de 1861. Ainda nesse mesmo ano organizou um Curso de Ciências Eclesiásticas para a formação dos candidatos à vida clerical.

### Sucessão
Em 1864 foi apresentado para bispo de Beja D. João de Aguiar. No entanto não foi confirmado por consequência do abandono em que deixara por seis anos a Diocese de Bragança.
Foi escolhido para governar a Diocese de Beja como Vigário Pro-capitular o Dr. José Dias Correia de Carvalho, que governou até 1871, quando foi nomeado bispo da Diocese de Santiago de Cabo Verde.
Sucedeu-lhe por nomeação do Arcebispo de Évora, D. José António Pereira Bilhano, o Dr. António José Boavida como Vigário Pró-Capitular e Governador do Bispado.

## Bispo de Lamego
Por Decreto de 23 de Outubro de 1862, D. António foi apresentado para Bispo de Lamego, o que foi confirmado no Consistório de 1 de Outubro de 1863.